# Cabañas (La Paz)
Cabañas es un municipio del departamento de La Paz en la República de Honduras.

## Toponimia
Cabañas: le debe su nombre, en honor del Prócer general José Trinidad Cabañas.

## Límites
| Orientación | Límite                         |
| ----------- | ------------------------------ |
| Norte       | Municipio de Marcala, La Paz   |
| Norte       | Municipio de Santa Ana, La Paz |
| Sur         | Municipio de Santa Ana, La Paz |
| Sur         | República de El Salvador       |
| Este        | Municipio de Santa Ana, La Paz |
| Oeste       | Municipio de Marcala, La Paz   |
| Oeste       | República de El Salvador       |

## Historia
En 1791, en el recuento de población de 1791 figuraba como Similatón, pueblo del Curato de Cururú.
En 1897 (9 de marzo), se constituye en Municipio.

## División Política
Aldeas: 5 (2013)
Caseríos: 34 (2013)
| Código | Aldea        |
| ------ | ------------ |
| 120301 | Cabañas      |
| 120302 | Azacualpa    |
| 120303 | El Bailadero |
| 120304 | El Palmar    |
| 120305 | Las Lajitas  |